# Zijspan
Een zijspan is een aan een motorfiets gemonteerd wagentje, meestal voorzien van een zitplaats, maar dat soms ook dienstdoet als bagageruimte. Ook in bepaalde motorsporten wordt gebruikgemaakt van een zijspan, zoals in de wegracerij, grasbaanraces en de zijspancross.

## Geschiedenis
Vrijwel onmiddellijk nadat de verkoop van motorfietsen een aanvang had genomen, kwam hun grootste beperking boven drijven: er kon slechts één persoon op rijden. Duozadels bestonden nog niet, en er werden allerlei oplossingen bedacht, zoals achterspanwagens. Dit waren rieten aanhangwagentjes die (niet zelden voorzien van een parasol) achter de motorfiets werden gehangen en waarin een dame comfortabel kon zitten. Fabrikanten waren er eind 19e, begin 20e eeuw echter nog niet uit wat de ideale oplossing was: twee, drie of vier wielen. Constructeurs van tricars en tricycles, zoals Léon Bollée en De Dion-Bouton, konden hun driewielers tamelijk eenvoudig van enkele extra zitplaatsen voorzien, terwijl andere fabrikanten het zochten in een soort bakfiets, de forecars, met het voordeel dat de passagier niet in het uitlaatgas en het opgeworpen stof zat. Václav Laurin en Václav Klement staan te boek als de uitvinders van het zijspan. Zij hadden de constructie van motorfietsen dan ook op hun geheel eigen wijze aangepakt: ze maakten geen fietsframe met een motor erin, maar ze bouwden een motorblok en construeerden daar een stevig frame omheen. Dat was stevig genoeg om de zijdelingse krachten van het zijspan op te vangen. In 1901 produceerden zij de eerste zijspannen, maar pas rond 1910 kwam de productie overal op gang, meestal door de motorfabrikanten zelf. Het waren veelal zeer luxueuze fauteuils, gemaakt van riet en met leer of pluche bekleed. De motorvermogens waren in die tijd nog dermate laag, dat het frame niet al te veel van de constructie te lijden had. In tijden dat de motorfiets nog een gebruiksartikel was en als vervoer voor de minder draagkrachten dienstdeed, namen zijspannen, met name in het Verenigd Koninkrijk, een hoge vlucht. Er kwamen zijspanfabrieken en de zijspannen werden soms zo groot dat er een gezin in vervoerd kon worden.

## Zijspancombinatie
Een zijspancombinatie is een combinatie van motorfiets en zijspan in onverbrekelijke samenbouw. Bij de motor met zijspan daarentegen kan meestal het zijspan afgekoppeld worden. Omdat een zijspancombinatie voor permanent zijspangebruik is gebouwd, worden andere wielen en autobanden gebruikt en is de combinatie vaak lager gebouwd voor een goede wegligging.
Doordat het zijspan niet afgekoppeld kan worden, is het ook mogelijk de voorwielophanging aan het zijspan te bevestigen of te experimenteren met andere wielophangingen, zoals fusee- en naafbesturingen.

## Motor met zijspan
Een zijspan kan demontabel zijn, waardoor men spreekt van een "motor met zijspan". Deze constructie heeft altijd nadelen en wordt tegenwoordig niet vaak meer toegepast:
- De frameconstructie van motorfietsen is zelden sterk genoeg om zonder gevaren een zijspan te monteren. En zelfs al is ze dat wel: een strak sturende combinatie wordt het nooit.
- De motorbanden zijn minder geschikt en slijten zeer snel bij zijspangebruik. De montage van blokbanden kan hier een kleine verbetering brengen, maar deze staan sologebruik niet meer toe.
- Als het zijspan weer gedemonteerd is, merkt men geregeld dat het frame toch te lijden heeft gehad, het weggedrag is niet meer wat het was. Zijn de normale motorbanden blijven zitten, dan zit hier een "recht" slijtagepatroon op, waaronder het bochtenwerk ernstig te lijden heeft.
- De grote wielen (18" of 19") dragen niet bij aan een strak sturende combinatie vanwege het hoge zwaartepunt.

Demontabele zijspannen werden veel toegepast op de lichte tourmotorfietsen uit het voormalige Oostblok (MZ, Jawa en CZ).

## Werkpaarden
In de loop van de geschiedenis werden – naast triporteurs – ook zijspannen vaak als bedrijfsvoertuig (commercial) ingezet. En net als de triporteurs werden ook zij verdrongen door de opkomst van de kleine bestelwagen.

### Militaire zijspannen
Een bijzondere vorm van de "commercial" waren de vele militaire zijspannen die vooral voor en tijdens de Tweede Wereldoorlog werden geproduceerd. In deze periode werden ze gebruikt om plaats te bieden aan een boordschutter of voor berichtenverkeer of als snel verkenningsvoertuig. Maar ook in de Eerste Wereldoorlog werden al zijspancombinaties ingezet. Ze waren dan meestal voorzien van een enorme mitrailleur, te groot om nog ruimte te bieden aan een tweede persoon. De schutter moest dan achter op de motor plaatsnemen.

## Mechanische eisen aan het frame
Het is niet mogelijk zonder meer een zijspan aan elke motorfiets te bevestigen. Deze moet hiervoor sterk genoeg zijn. Met name het hoofdframe en het balhoofd krijgen grote krachten te verwerken. Er zijn tegenwoordig vrijwel geen motorfietsmerken meer die motorfietsen leveren die aan deze hoge eisen voldoen. Daarom worden er voor de montage van een zijspan extra verstevigingen (subframes) aangebracht of zelfs speciale frames ontwikkeld.

## Overbrenging
Niet alleen de bevestiging van het zijspan stelt eisen aan de motorfiets; het hogere gewicht en het grotere frontaal oppervlak brengen de maximaal haalbare snelheid omlaag. Om die reden wordt de overbrenging tussen versnellingsbak en achterwiel aangepast. Bij een motorfiets met cardanaandrijving zoals de BMW betekent dit dat er een aangepast pignon en kroonwiel toegepast wordt. Bij kettingaandrijving wordt een andere tandwielcombinatie gebruikt. Bij zijspancombinaties, die niet zonder zijspan gereden kunnen worden, is het gebruik van kleinere wielen met autobanden in de meeste gevallen voldoende om de overbrenging aan te passen.

## Beremming
Het 'derde wiel' (het wiel van het zijspan) kan zijn:
- onberemd
- mechanisch beremd
- hydraulisch beremd

## Rijden met een zijspan
Het rijden met een zijspan wordt door (solo)motorrijders nogal eens onderschat. De feitelijke bediening van de motor blijft uiteraard hetzelfde, het rijden zelf is echter een ander verhaal.
Het is zeer raadzaam om een cursus te volgen in het zijspanrijden of les te krijgen van een ervaren zijspanrijder, voordat men alleen met een combinatie op stap gaat.
Er zijn meerdere verhalen van onervaren rijders die in de sloot eindigen of over de kop slaan.

### Geen balansvoertuig
Een van de grootste problemen is dat motorrijders hun motorfiets besturen als balansvoertuig, en op een motor met zijspan geneigd zijn door het verplaatsen van hun lichaamsgewicht de combinatie te besturen. De motor met zijspan reageert hier uiteraard niet op en gaat rechtdoor.

### Scheef trekken
Een motor met zijspan trekt scheef:
- bij het gas geven naar de zijde van het zijspan (want dat is niet aangedreven)
- bij het gas dicht draaien naar de zijde van de motorfiets (want het zijspan "duwt door")
- bij het inknijpen van de koppeling naar de zijde van de motorfiets (want het zijspan duwt ook nu door)

### Remmen als stuurhulp
Snel rijden met een motor met zijspan gaat beter als bochten worden genomen met behulp van de remmen:
- De voorrem remt in de regel alleen de motorfiets af, waardoor de combinatie naar links stuurt
- De achterrem remt in de regel ook het zijspan af, waardoor de combinatie naar rechts stuurt

Hierbij wordt verondersteld dat het zijspan rechts gemonteerd is, wat gebruikelijk is in landen waar men rechts rijdt. Bij een zijspan aan de linkerkant geldt natuurlijk het omgekeerde.

### Aquaplaning
Door toepassing van (brede) autobanden in combinatie met het relatief lage gewicht van een zijspancombinatie kan gemakkelijk aquaplaning ontstaan.

### Afstellen van de combinatie
| Voorloop van het zijspanwiel |

Een zijspancombinatie wordt zodanig afgesteld dat wanneer het zijspan leeg is, de combinatie naar links en bij een beladen zijspan naar rechts trekt. Bovendien kan de berijder de afstelling zodanig aanpassen dat de combinatie bij de door hem/haar meest gereden snelheid rechtdoor gaat. Rijdt men bijvoorbeeld zelden op de autosnelweg, dan zal dat bij ca. 80 km/h zijn.
Een zijspancombinatie is een asymmetrisch geheel. Dit houdt in dat de combinatie automatisch naar de zijde trekt waar de zijspanwagen aan gemonteerd is.
Dit wordt gecompenseerd door de combinatie zodanig af te stellen dat de combinatie bij een bepaalde snelheid rechtdoor gaat. Middelen hiervoor zijn het toespoor en de vlucht van de motor. Het toespoor houdt in dat het zijspanwiel aan de voorzijde naar binnen staat en zodoende de combinatie als het ware weer de goede richting in duwt.
De vlucht van de motor houdt in dat de motorfiets iets schuin naar buiten helt en zodoende de combinatie de goede richting op trekt, dit is circa 3°. Bij hogere snelheden gaat de luchtweerstand van het zijspan ook een rol spelen, de combinatie wordt daardoor weer meer naar één zijde getrokken. Het is zaak om een goede balans te vinden in de afstelling, die door de luchtweerstand bij hogere snelheden nooit helemaal ideaal zal zijn. Ook de voorloop van het zijspanwiel speelt een rol bij de besturing.

## Bekende merken
- Steib
- Hollandia
- EZS
- EML
- Bastech
- Velorex
- Moturist
- Duna
- Ural/Dnepr
- LBS
- Tripteq
- Enigma
- Watsonian-Squire
- Flxible